# Howtown
Howtown – osada w Anglii, w Kumbrii. Leży 37 km na południe od miasta Carlisle i 386 km na północny zachód od Londynu.